# Mihail Petrovič Žukov
Mihail Petrovič Žukov (rusko Михаи́л Петр́ович Жу́ков), ruski vojaški pilot, častnik in heroj Sovjetske zveze, * 10. november 1917, zaselek Ružbovo, Vologdska gubernija, Sovjetska Rusija (danes Vologdska oblast, Rusija), † 12. januar 1943, naselje Verhnja Dubrovka, Sovjetska zveza.

## Življenje in vojaška pot
Žukov se je rodil v kmečki družini. Leta 1930 je končal osnovno vaško šolo v vasi Pokrov. Nato je hodil na nepopolno srednjo šolo v vasi Abakanovo. Leta 1933 je končal Škobodsko profesionalno tehniško šolo. Nato je odšel v Leningrad, kjer se je na gradbeni obrtniški šoli učil za krovski in kleparski poklic.
Septembra 1934 je na prošnjo starejšega brata odšel v Jaroslavelj, kjer je končal tovarniško strokovno šolo (FZU) pri Jaroslaveljskem gumarsko-azbestnem kombinatu in kot elektriški monter delal v tovarni avtomobilskih plaščev. Leta 1936 so ga po komsomolskem nalogu napotili v aeroklub. Po zaključku šolanja v aeroklubu ga je izbrala komisija in okrajni vojni komisariat ga je oktobra 1940 poslal v 7. stalingrajsko vojaškoletalsko šolo Stalingrajskega preletariata z redom rdečega prapora. V šoli se je izšolal za letala R-5, UTI-4 in I-16. Maja 1941 je skupaj s tovarišem iz iste skupine Zdorovcevom kot nižji poročnik postal pilot 158. lovsko letalskega polka 39. lovske letalske divizije Leningrajskega vojaškega okrožja, ki je imel sedež na Letališču Kresti v Pskovu.
Prvi bojni polet je opravil prvi dan vojne 22. junija 1941. V zraku je srečal nemški bombnik Ju 88. Pilot bombnika zračnega boja ni sprejel in je ušel iz patruljnega pasu Žukova. 
Med vojno je Žukov opravil 286 bojnih poletov, sodeloval v 66. zračnih bojih, v katerih je sam zrušil 9 letal, od tega tri bombnike ter 5 v skupini, enkrat skupaj lovsko letalo Bf 109 in bombnik.
12. januarja 1943 so združene enote 67. armade Leningrajske fronte in 2. udarne armade Volhovske fronte začele z operacijo Iskra za preboj blokade Leningrada da bi vzpostavile kopensko prometno povezavo mesta s preostalim delom države. Ta dan je Žukov poletel na svoj zadnji 286. bojni polet. Štirje lovci, ki jih je kot višji poročnik vodil Žukov, so v bojnem oddelku 158. lovsko letalskega polka 13. zračne armade Leningrajske fronte varovali kopensko vojsko na območju naselja Verhnja Dubrovka. Soočili so se z devetimi sovražnimi letali. Njegovo letalo je bilo sestreljeno in je padlo na sovražnikova tla, Žukov pa je pri tem umrl.
Zdorovcev, Haritonov in Žukov so po ukazu Prezidija Vrhovnega sovjeta postali prvi heroji Sovjetske zveze v času 2. svetovne vojne.

## Napredovanja
- 1941 - nižji poročnik
- ? - poročnik
- ? - višji poročnik

## Odlikovanja
- heroj Sovjetske zveze (8. julij 1941)
- red Lenina (8. julij 1941)
- red rdeče zastave
- red domovinske vojne 1. razreda (20. januar 1943)